# Madeleine Laissac
 (octobre 2024).
La mise en forme du texte ne suit pas les recommandations de Wikipédia : il faut le « wikifier ».
Les points d'amélioration suivants sont les cas les plus fréquents. Le détail des points à revoir est peut-être précisé sur la page de discussion.
- Les titres sont pré-formatés par le logiciel. Ils ne sont ni en capitales, ni en gras.
- Le texte ne doit pas être écrit en capitales (les noms de famille non plus), ni en gras, ni en italique, ni en « petit »…
- Le gras n'est utilisé que pour surligner le titre de l'article dans l'introduction, une seule fois.
- L'italique est rarement utilisé : mots en langue étrangère, titres d'œuvres, noms de bateaux, etc.
- Les citations ne sont pas en italique mais en corps de texte normal. Elles sont entourées par des guillemets français : « et ».
- Les listes à puces sont à éviter, des paragraphes rédigés étant largement préférés. Les tableaux sont à réserver à la présentation de données structurées (résultats, etc.).
- Les appels de note de bas de page (petits chiffres en exposant, introduits par l'outil «  Source ») sont à placer entre la fin de phrase et le point final[comme ça].
- Les liens internes (vers d'autres articles de Wikipédia) sont à choisir avec parcimonie. Créez des liens vers des articles approfondissant le sujet. Les termes génériques sans rapport avec le sujet sont à éviter, ainsi que les répétitions de liens vers un même terme.
- Les liens externes sont à placer uniquement dans une section « Liens externes », à la fin de l'article. Ces liens sont à choisir avec parcimonie suivant les règles définies. Si un lien sert de source à l'article, son insertion dans le texte est à faire par les notes de bas de page.
- La présentation des références doit suivre les conventions bibliographiques. Il est recommandé d'utiliser les modèles {{Ouvrage}}, {{Chapitre}}, {{Article}}, {{Lien web}} et/ou {{Bibliographie}}. Le mode d'édition visuel peut mettre en forme automatiquement les références.
- Insérer une infobox (cadre d'informations à droite) n'est pas obligatoire pour parachever la mise en page.

Pour une aide détaillée, merci de consulter Aide:Wikification.
Si vous pensez que ces points ont été résolus, vous pouvez retirer ce bandeau et améliorer la mise en forme d'un autre article.
Pour les articles homonymes, voir Laissac.
Madeleine Laissac, née Rouja le 28 juillet 1900 à Béziers (Hérault) et décédée le 18 mars 1971 à Saint-Nazaire-de-Ladarez (Hérault), est une femme politique française, députée SFIO de l'Hérault de 1951 à 1956. Elle est la première femme à être élue à la députation dans l'Hérault.

## Biographie
Madeleine Rouja est née le 28 juillet 1900 à Béziers (Hérault). Elle fait toute sa carrière d'institutrice puis de directrice d'école depuis 1920 dans le village de Saint-Nazaire-de-Ladarez, dans l'arrondissement de Béziers. Elle s'y marie en 1922 avec Paul Laissac, propriétaire viticole et mutilé de guerre. 
Sous le régime de Vichy, elle risque de perdre son poste mais l'enquête diligentée contre elle est stoppée sur intervention d'un député SFIO rallié à Vichy, Fernand Roucayrol. 
Elle intègre la Résistance en tant qu'agent de liaison dans un maquis dirigé par Aimé Fontès à Laurens puis comme responsable du secteur de Murviel dans l'Armée secrète.
Militante active au sein de la CGT et de la SFIO pendant l'entre-deux guerres, elle en acquiert même le surnom de « vierge rouge » dans le Biterrois en raison de la couleur de la robe dont elle est vêtue dans les congrès. 
Chargée de la propagande féminine dans la SFIO départementale - seules deux femmes sont cadres de ce parti dans l'Hérault - puis membre de la commission féminine nationale, elle doit sa notoriété au sein du parti également du fait de sa fonction de secrétaire fédérale adjointe de Charles Alliès à partir de 1944.
Dès lors, elle est régulièrement sollicitée pour les élections locales et nationales :
- Locale : en 1947, elle est élue maire de sa commune, Saint-Nazaire-de-Ladarez, succédant à Paul Laissac, son mari. Elle le restera jusqu'à son décès en 1971, et son œuvre de rénovation du village est reconnue[2].

- Nationale : dans la foulée de l'ordonnance du 21 avril 1944[3] rétablissant « Les femmes électrices et éligibles dans les mêmes conditions que les hommes », elle est investie à diverses reprises sur des listes socialistes SFIO conduites par Jules Moch. Elle n’accède cependant à la députation qu'en 1951 car  cantonnée à des postes non éligibles lors des scrutins précédents. Elle est alors la première députée femme de l'Hérault[4]. Au Palais Bourbon, secrétaire de la Commission de l'agriculture, elle est aussi membre de la Commission industrielle et des boissons où elle joue un rôle actif dans la défense de la viticulture comme nombre de parlementaires du Languedoc pendant ces périodes de crises viticoles[1]. Ses deux échecs aux scrutins de 1962 et 1967 sonnent le glas d'une carrière politique partisane où « Elle incarna un socialisme à la fois rural et méridional »[5].

## Détail des fonctions et des mandats
Mandat communal de maire
1947 - 18 mars 1971 : maire de Saint-Nazaire-de-Ladarez (Hérault)
Mandat parlementaire
17 juin 1951 - 1er décembre 1955 : députée de l'Hérault